# Viola bangii
Viola bangii är en violväxtart som beskrevs av Henry Hurd Rusby. Viola bangii ingår i släktet violer, och familjen violväxter. Inga underarter finns listade i Catalogue of Life.